# Bocht (Enkhuizen)

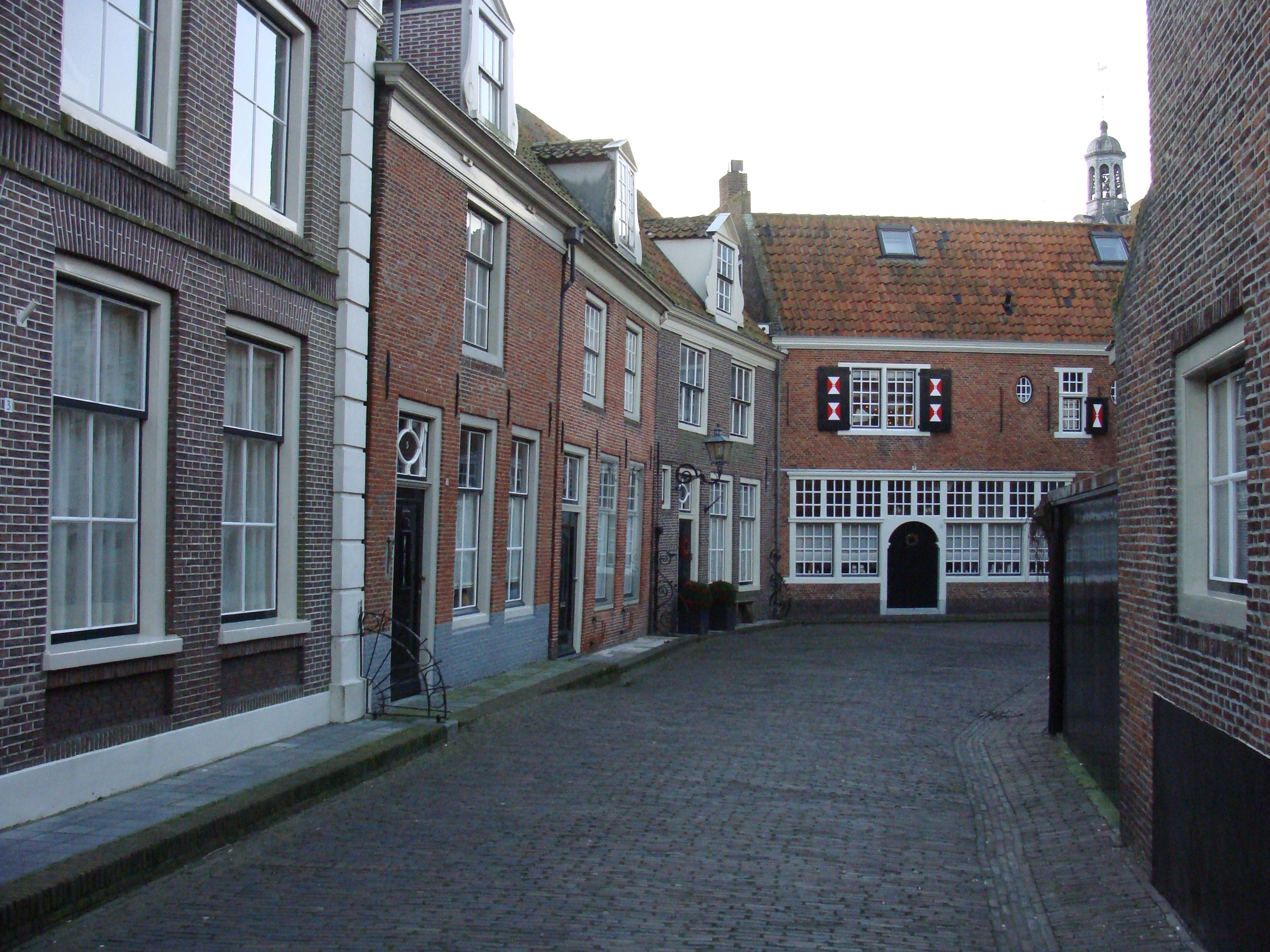
De Bocht vanaf het zuidelijke einde van de Breedstraat gezien.

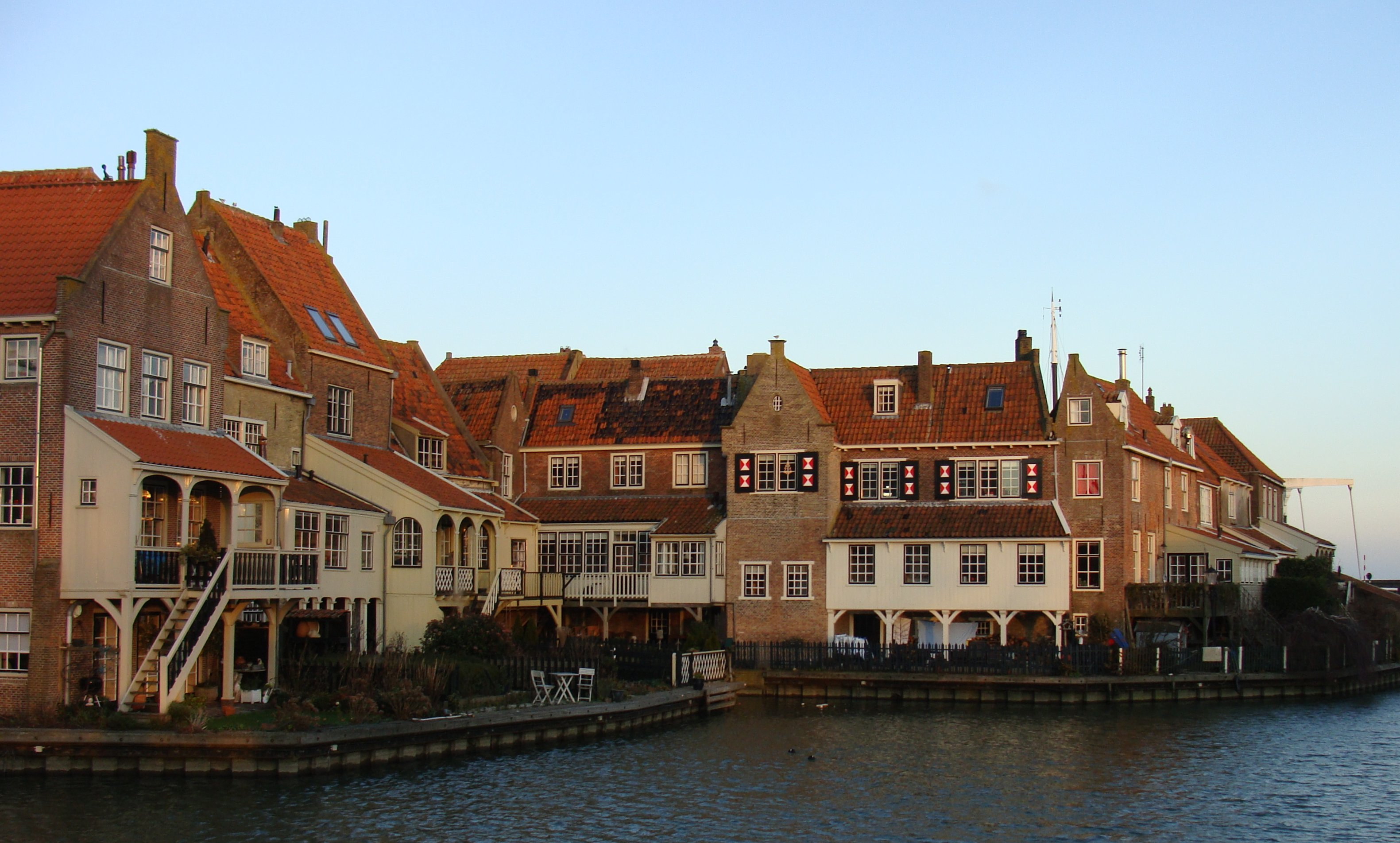
Achterzijde van de huizen. De huizen links staan aan het Zuiderspui.

De Bocht is een korte straat in de Nederlandse plaats Enkhuizen. De straat maakt een scherpe bocht, waaraan zij haar naam ontleent, en verbindt de Zuider Havendijk en het Zuiderspui met de Oosterhaven.
De Bocht heeft nog grotendeels haar 17e-eeuwse karakter behouden, en meerdere panden zijn rijksmonument. Vooral de achterzijde van de huizen, met karakteristieke veranda's, is een veel gefotografeerd stuk van Enkhuizen. De Bocht staat dan ook op een gedeelde tweede plaats in een Toeristische Top Vijf van Enkhuizen, samen met de Zuiderkerk en de Westerkerk, na de Drommedaris. Naar verluidt begon de dysenterie-epidemie van 1779 in deze straat.